# 約束 (MUCCの曲)
「約束」（やくそく）は、日本のバンド・ムックの23枚目のシングル。2010年6月9日、デンジャークルー・レコードから発売された。

## 概要
2010年にムックがリリースした最初のシングル。収録曲のうち、表題曲「約束」はテレビアニメ『閃光のナイトレイド』のオープニング・テーマとして使用されたが、ムックにとって、シングルの表題曲がアニメのタイアップとなったのは今回が初となる。
本作は初回生産限定盤、通常盤、アニメ盤という3形態でリリースが行われ、各形態によって収録されるカップリング曲が異なっている。初回生産限定盤にはDVDが付属されており、アニメ『閃光のナイトレイド』のオープニングムービーと2010年2月14日にNHKホールにて行われたライブダイジェストが収録されている。また、アニメ盤はジャケットが『閃光のナイトレイド』の描き下ろしイラストになっている。
オリコンチャートのCDシングル週間ランキングでは、2010年6月21日付のランキングで初登場8位を記録した。

## 収録曲

### 初回生産限定盤
1. 約束 [4:09]
  - 作詞・作曲：逹瑯、編曲：ミヤ
2. 瓦礫の鳥 [4:01]
  - 作詞：逹瑯、作曲：SATOち、編曲：ミヤ
3. フリージア（Electro Mix） [4:53]
  - 作詞：逹瑯、作曲・編曲：ミヤ

### 通常盤
1. 約束
2. イソラ [4:11]
  - 作詞・作曲・編曲：ミヤ

### アニメ盤
1. 約束
2. 約束（Original Karaoke）
3. 約束 -TV edit- [1:31]

## 楽曲解説
約束
切ないメロディや強い意志と包容力を感じさせる歌詞が印象的な曲。元々はアニメのプレゼンテーションに出すことを前提に制作された曲であり、その中で『閃光のナイトレイド』のイメージと合致していることからタイアップ先が決まったという経緯がある。
作詞・作曲を担当した逹瑯は、「分かりやすくて一回聴いたら覚えてもらえるような曲」を意識して楽曲制作に取り組んだという。サウンド面では、アレンジに弦楽器を取り入れている点が聴きどころとなっているが、このアレンジについて逹瑯は、『閃光のナイトレイド』の音楽を葉加瀬太郎が担当していることを受けて、アニメスタッフからストリングス・アレンジを聴いてみたいという要望があったことを明かしている。
瓦礫の鳥
SATOち曰く、「『約束』のようなしっとりした曲とは違う部分を見せられる曲」として選ばれた曲。
イソラ
浮遊感があり、かつ幻想的な楽曲。曲名はイタリア語で「島」を意味しており、楽曲制作者であるミヤはその響きからイメージを膨らませて曲を完成させたという。